# Coupe d'Espagne de cyclo-cross
La Coupe d'Espagne de cyclo-cross est une compétition de cyclo-cross créée en 2016 qui se déroule en quatre manches (six lors de la 1re édition). Elle est organisée par la fédération espagnole de cyclisme. Ouverte aux coureurs étrangers, elle n'a été remportée que par des Espagnols.
Depuis 2017, les quatre épreuves sont le Ziklokross Laudio à Llodio, l'Elorrioko Basqueland Ziklokrosa à Elorrio, le Ciclocross Karrantza à Karrantza et le Ciclocross Internacional Ciudad de Valencia à Valence.

## Palmarès masculin
| Année | Vainqueur        | Deuxième                  | Troisième                 |
| ----- | ---------------- | ------------------------- | ------------------------- |
| 2016  | Ismael Esteban   | Felipe Orts               | Aitor Hernández           |
| 2017  | Felipe Orts      | Aitor Hernández           | Javier Ruiz de Larrinaga  |
| 2018  | Felipe Orts      | Vincent Baestaens         | Aitor Hernández           |
| 2019  | Ismael Esteban   | Felipe Orts               | Kevin Suárez              |
| 2020  | Felipe Orts      | Kevin Suárez              | Mario Junquera            |
| 2021  | Ismael Esteban   | David van der Poel        | Kevin Suárez              |
| 2022  | Kevin Suárez     | Gonzalo Inguanzo          | Mario Junquera San Millán |
| 2023  | Gonzalo Inguanzo | Mario Junquera San Millán | Felipe Orts               |
| 2024  | Kevin Suárez     | Raúl Mira                 | Miguel Rodríguez          |

## Palmarès féminin
| Année | Vainqueur         | Deuxième          | Troisième                |
| ----- | ----------------- | ----------------- | ------------------------ |
| 2016  | Aida Nuño Palacio | Lucía González    | Alicia González          |
| 2017  | Lucía González    | Aida Nuño Palacio | Lierni Lekuona Etxebeste |
| 2018  | Aida Nuño Palacio | Lucía González    | Helen Wyman              |
| 2019  | Aida Nuño Palacio | Lucía González    | Paula Díaz López         |
| 2020  | Lucía González    | Aida Nuño Palacio | Sara Bonillo             |
| 2021  | Aida Nuño Palacio | Lucía González    | Sara Cueto               |
| 2022  | Lucía González    | Sofía Rodríguez   | Sara Cueto               |
| 2023  | Lucía González    | Sofía Rodríguez   | Irene Trabazo            |
| 2024  | Lucía González    | Sofía Rodríguez   | Sara Cueto               |